# Cavan Sullivan
Cavan Sullivan (Filadelfia, Pensilvania, 28 de septiembre de 2009) es un futbolista estadounidense. Juega de mediocentro ofensivo o interior por ambas bandas y su equipo actual es el Philadelphia Union de la Major League Soccer, máxima categoría del fútbol de Estados Unidos y Canadá.

## Trayectoria
Se unió a la academia del Philadelphia Union en 2020, donde culminó su formación infantil y comenzó la juvenil.
El 9 de mayo de 2024 firmó contrato profesional con el club, con 14 años se transformó en el más joven de la historia del club, estableció vínculo hasta 2029.
Debutó como profesional el 17 de julio de 2024, el entrenador Jim Curtin lo hizo ingresar al minuto 85 para enfrentar a New England Revolution y ganaron 5-1 en el Subaru Park. Disputó su primer encuentro oficial con 14 años años y 293 días, utilizó la camiseta número 6, se convirtió en el futbolista más joven de la MLS, rompió el récord establecido por Freddy Adu en 2004.

## Selección nacional
Ha sido parte de la selección de fútbol de Estados Unidos en las categorías juveniles sub-15, sub-16, sub-17 y sub-18.
En octubre de 2022 fue convocado por primera vez a la selección estadounidense, para entrenar con la sub-15.
Fue convocado para un cuadrangular internacional sub-15 en abril de 2023. Debutó con la selección el 26 de abril, fue titular contra Inglaterra, convirtió 2 goles y empataron 2-2. Luego se midieron contra España y Japón pero fueron derrotados en ambos juegos.
Lo confirmaron en el plantel definitivo para disputar el Campeonato Sub-15 de la Concacaf de 2023. Se destacó con una buena actuación, convirtió 3 goles, se coronaron campeones del torneo tras vencer a México en la final y Cavan fue distinguido como el mejor jugador del torneo.

## Estadísticas
Actualizado al último partido citado el 17 de julio de 2025.
| Club                                 | Div.          | Temporada     | Liga  | Liga  | Liga   | Copas nacionales | Copas nacionales | Copas nacionales | Copas internacionales | Copas internacionales | Copas internacionales | Total | Total | Total  |
| Club                                 | Div.          | Temporada     | Part. | Goles | Asist. | Part.            | Goles            | Asist.           | Part.                 | Goles                 | Asist.                | Part. | Goles | Asist. |
| ------------------------------------ | ------------- | ------------- | ----- | ----- | ------ | ---------------- | ---------------- | ---------------- | --------------------- | --------------------- | --------------------- | ----- | ----- | ------ |
| Philadelphia Union II Estados Unidos | 3.ª           | 2024          | 22    | 5     | 4      | —                | —                | —                | —                     | —                     | —                     | 22    | 5     | 4      |
| Philadelphia Union II Estados Unidos | 3.ª           | 2025          | 8     | 3     | 1      | —                | —                | —                | —                     | —                     | —                     | 8     | 3     | 1      |
| Philadelphia Union II Estados Unidos | Total club    | Total club    | 30    | 8     | 5      | 0                | 0                | 0                | 0                     | 0                     | 0                     | 30    | 8     | 5      |
| Philadelphia Union Estados Unidos    | 1.ª           | 2024          | 3     | 0     | 0      | —                | —                | —                | 0                     | 0                     | 0                     | 3     | 0     | 0      |
| Philadelphia Union Estados Unidos    | 1.ª           | 2025          | 8     | 0     | 0      | 2                | 0                | 0                | —                     | —                     | —                     | 10    | 0     | 0      |
| Philadelphia Union Estados Unidos    | Total club    | Total club    | 11    | 0     | 0      | 2                | 0                | 0                | 0                     | 0                     | 0                     | 13    | 0     | 0      |
| Total carrera                        | Total carrera | Total carrera | 41    | 8     | 5      | 2                | 0                | 0                | 0                     | 0                     | 0                     | 43    | 8     | 5      |
| 1. 2.                                |               |               |       |       |        |                  |                  |                  |                       |                       |                       |       |       |        |